# Maciej Gordon
Maciej Gordon (ur. 27 stycznia 1973 w Bydgoszczy) – polski koszykarz, trener klubowy i reprezentacyjny.  Występował głównie na pozycjach rzucającego obrońcy i niskiego skrzydłowego; po zakończeniu kariery zawodniczej – trener koszykówki kobiet klubowych drużyn seniorskich (wieloletni trener AZS UW Warszawa, między 2020-2023 SKK Polonia Warszawa) oraz młodzieżowych drużyn reprezentacyjnych (obecnie reprezentacja Polski U-16). W 2006 roku na AWF w Gdańsku po obronie pracy otrzymał I klasę trenerską.

## Osiągnięcia trenerskie
- jako trener klubowy (drużyny seniorskie):
  - dwukrotnie tytuł trenera roku grupy A I Ligi Kobiet (2016[3] i 2021[4])
  - awans do Energa Basket Liga Kobiet (2021, z SKK Polonia Warszawa)[5]
  - brązowa medal w Pucharze European Women's Basketball League[6]
  - trzykrotne zdobycie złotego medalu Akademickich Mistrzostw Polski (2014 i 2017[7] - jako trener główny,  2021 - jako asystent; wszystkie z AZS UW Warszawa)
  - akademickie wicemistrzostwo Europy (2015)
- jako trener klubowy (drużyny młodzieżowe):
  - dwa brązowe medale mistrzostw Polski juniorek (2004 - jako trener główny, 2011 - jako asystent)
  - mistrzostwo Polski kadetek (2001, z SKS 12 Warszawa)[8]
  - wielokrotne uczestnictwo w mistrzostwach Polski grup młodzieżowych
- jako trener reprezentacji  (drużyny młodzieżowe):
  - mistrzostwo Europy kadetek dywizji B i awans do dywizji A (2016)[9][10]
  - 1. miejsce w grupie A FIBA U15 Skills Challenge 2021 i awans do Global Skills Challenge[11]